# Le Cœur découvert (série télévisée)
Pour le roman, voir Le Cœur découvert.
Le Cœur découvert est une série télévisée québécoise en treize épisodes de 48 minutes, créée par Michel Tremblay, inspiré de son roman du même nom et diffusée entre le 9 janvier 2003 et le 3 avril 2003 à la Télévision de Radio-Canada.

## Synopsis
Ce téléroman de Michel Tremblay est inspiré de son roman du même nom. Il raconte la vie d'un couple homosexuel formé de Mathieu et Jean-Marc, qui se trouvent tous deux à un tournant de leur vie. Autour d'eux évoluent des personnages hauts en couleur et dont la vie est aussi très mouvementée. 

## Distribution
- Gilles Renaud : Jean-Marc
- Michel Poirier : Mathieu
- Adèle Reinhardt : Jeanne
- Danièle Lorain : Mélène
- Muriel Dutil : Johanne
- Louise Latraverse : Marguerite
- Charles-André Bourassa : Sébastien
- Micheline Lanctôt : Rose
- Huguette Oligny : Marie
- Janine Sutto : Blanche
- Sylvain Bélanger : Philippe
- Maxim Gaudette : Charlot
- Monique Gosselin : Chantale
- Adrien Lacroix : Pierrot
- Marie Tifo : Laurette
- Donald Pilon : Émile
- Catherine Bégin : Noëlla

## Fiche technique
- Auteur : Michel Tremblay
- Réalisateur : Gilbert Lepage
- Coordonnatrices de production : France Gauthier et Odette Rochon
- Directrice de production et productrice déléguée : Hélène Scullion
- Producteur exécutif : Claude Héroux
- Productrice : Caroline Héroux
- Production : Communications Claude Héroux Plus Inc.

## Critique
Pour certains critiques, ce téléroman qui raconte le quotidien de la vie homosexuelle, bien qu'il soit attendu et ait fait l'objet d'un report de deux ans de peur du scandale, déçoit par son manque d'audace narrative. Le rythme lent et les longs dialogues, reprenant les approches des années 1960, sont voulus par l'auteur et le réalisateur. 